# Victor Borge
Victor Borge, rodným jménem Børge Rosenbaum (3. ledna 1909 Kodaň – 23. prosince 2000, Greenwich) byl dánsko-americký klavírista a komik židovského původu. Proslavil se v americkém rozhlase a televizi, a to komickými výstupy, v nichž užíval hudbu a hudební humor.

## Život
Jeho rodiče byli oba hudebníci, otec byl houslistou Dánského královského orchestru (Det Kongelige Kapel), matka byla klavíristkou. Učit na klavír se začal ve věku dvou let a brzy bylo zřejmé, že jde o "zázračné dítě". Když mu bylo osm let, přednesl svůj první klavírní recitál. V roce 1918 získal stipendium na Královské dánské hudební akademii. První velký koncert měl v roce 1926 v dánském koncertním sále Odd Fellow Palæet. V roce 1933 však náhle přerušil nadějnou kariéru koncertního klavíristy a patrně v souvislosti s nástupem nacismu v Německu se vrhnul na satirická vystoupení doprovázená hudebními čísly (šlo o jakousi "hudební stand-up comedy"). Jezdil se svou show po celé Evropě a nejvíce přitom zesměšňoval nacistického vůdce Adolfa Hitlera. Když německé ozbrojené síly obsadily 9. dubna 1940 Dánsko, koncertoval zrovna ve Švédsku. Přes Finsko pak emigroval do Spojených států. Slavná je historka, kterak se v přestrojení za námořníka během okupace jednou vrátil do Dánska, aby navštívil svou umírající matku.
I když Borge po příjezdu nemluvil anglicky, rychle se mu podařilo přizpůsobit své vtipy americkému publiku. Angličtinu se učil sledováním filmů. Přijal jméno Victor Borge a v roce 1941 začal vystupovat v rozhlasové show Rudy Valléeho. Brzy poté ho najal Bing Crosby do svého rozhlasového pořadu Kraft Music Hall. Rychle se proslavil a v roce 1942 získal cenu Nejlepší nový rozhlasový umělec roku. Brzy po udělení ceny mu byla nabídnuta i první filmová role, po boku Franka Sinatry v muzikálu Higher and Higher (již v Dánsku se ovšem objevil v několika filmech). V roce 1946 získal v NBC vlastní zábavný pořad The Victor Borge Show. Roku 1948 získal americké občanství.
Řada jeho komických postupů se pro něj stala zcela typická, například gag, kdy chce publiku zahrát skladbu a vždy na poslední chvíli začne přece jen ještě mluvit, takže očekávané hudební číslo je nekonečně odkládáno. Typickým jeho hudebním vtipem bylo, že začal hrát nějakou vážnou hudbu, například Beethovenovu, přičemž plynule přešel do skladby populární, obvykle jazzové, například Porterovy. Dalším z typických postupů byla „fonetická interpunkce“, kdy ve čteném nebo mluveném textu byla interpunkce (tečka, otazník, vykřičník) nahrazována zvuky. Oblíbené byly i jeho slovní gagy, jež jsou ovšem jen obtížně přeložitelné. Šlo například o tzv. inflační mluvu, kdy například místo slova forehead používal slovo fivehead (fore se v angličtině vyslovuje stejně jako four, tedy číslice čtyři, a five je číslicí pět), místo anyone slovo anytwo (one je jedna, two dvě) atp. Slavným gagem byl také například "bezpečnostní pás" pro klavíristu zabraňující, aby při divoké hře spadl ze stoličky apod. Velmi rád také komunikoval s publikem, obvykle s hostem v první řadě. Oslovil ho například otázkou, zda má rád hudbu, a když odpověděl, že ano, dal mu notový zápis. Řada z těchto postupů se stala klasikou a byla v americké televizi mnohokrát opakována, citována či parodována.
Kromě vlastní show se objevoval v show Eda Sullivana, v dětském televizním pořadu Sezame, otevři se či v jiném takovém pořadu The Muppet Show. Byl též často hostem v zábavném diskusním pořadu celebrit What's My Line?
Založil nadační fond Díky, Skandinávie, který byl věnován těm Skandinávcům, kteří pomohli Židům během druhé světové války. V roce 1979 založil s Juliusem Bloomem a Anthony P. Habigem Americkou asociaci klavíristů (tehdy nazývanou Beethovenova nadace). Ta v současnosti produkuje dvě klavírní soutěže: Classical Fellowship Awards a Jazz Fellowship Awards. Po smrti byl jeho popel, na jeho přání, rozdělen na dvě části, polovina byla pohřbena v Americe a druhá na židovském hřbitově v rodné Kodani. V roce 2002 bylo po něm v Kodani pojmenováno náměstí Victor Borges Plads a v roce 2009 na něm byla odhalena jeho socha.